# Pattinaggio di velocità ai V Giochi olimpici invernali - 500 m maschile
La competizione dei 500 m maschili di pattinaggio di velocità dei V Giochi olimpici invernali si è svolta il giorno 31 gennaio 1948  sulla pista del Badrutts-Park.

## Risultati
| Pos.    | Atleta              | Nazione        | Tempo |
| ------- | ------------------- | -------------- | ----- |
| Oro     | Finn Helgesen       | Norvegia       | 43"1  |
| Argento | Kenneth Bartholomew | Stati Uniti    | 43"2  |
| Argento | Thomas Byberg       | Norvegia       | 43"2  |
| Argento | Robert Fitzgerald   | Stati Uniti    | 43"2  |
| 5       | Kenneth Henry       | Stati Uniti    | 43"3  |
| 6       | Sverre Farstad      | Norvegia       | 43"6  |
| 6       | Torodd Hauer        | Norvegia       | 43"6  |
| 6       | Delbert Lamb        | Stati Uniti    | 43"6  |
| 6       | Frank Stack         | Canada         | 43"6  |
| 10      | Mats Bolmstedt      | Svezia         | 43"7  |
| 11      | Harald Janemar      | Svezia         | 44"0  |
| 11      | Åke Seyffarth       | Svezia         | 44"0  |
| 13      | Keijo Lehdikkö      | Finlandia      | 44"7  |
| 14      | Janós Kilián        | Ungheria       | 44"8  |
| 14      | Antero Ojala        | Finlandia      | 44"8  |
| 16      | Lauri Parkkinen     | Finlandia      | 45"2  |
| 17      | Gordon Audley       | Canada         | 45"3  |
| 17      | Kalevi Laitinen     | Finlandia      | 45"3  |
| 19      | Albert Hardy        | Canada         | 45"5  |
| 20      | Göthe Hedlund       | Svezia         | 45"6  |
| 21      | Choi Yong-Jin       | Corea del Sud  | 45"7  |
| 21      | Kornél Pajor        | Ungheria       | 45"7  |
| 23      | Adrianus de Koning  | Paesi Bassi    | 45"9  |
| 23      | Lee Hyo-Chang       | Corea del Sud  | 45"9  |
| 25      | John Cronshey       | Gran Bretagna  | 46"0  |
| 26      | Vladimír Kolář      | Cecoslovacchia | 46"1  |
| 27      | Antonius Huiskes    | Paesi Bassi    | 46"2  |
| 28      | Kees Broekman       | Paesi Bassi    | 46"3  |
| 29      | Aage Justesen       | Danimarca      | 46"4  |
| 29      | Jan Langedijk       | Paesi Bassi    | 46"4  |
| 29      | Bruce Peppin        | Gran Bretagna  | 46"4  |
| 32      | Dennis Blundell     | Gran Bretagna  | 46"5  |
| 32      | Enrico Musolino     | Italia         | 46"5  |
| 34      | Ákos Elekfy         | Ungheria       | 46"8  |
| 35      | Henry Howes         | Gran Bretagna  | 46"9  |
| 36      | Giorgio Cattaneo    | Italia         | 47"2  |
| 37      | Iván Ruttkay        | Ungheria       | 47"4  |
| 37      | Gustav Slanec       | Austria        | 47"4  |
| 39      | Rudolf Kleiner      | Svizzera       | 47"8  |
| 40      | Pierre Huylebroeck  | Belgio         | 48"3  |
| 41      | Ferdinand Preindl   | Austria        | 48"7  |
| -       | Craig MacKay        | Canada         | DNF   |